# Rhyacophila porntipae
Rhyacophila porntipae är en nattsländeart som beskrevs av Malicky 1987. Rhyacophila porntipae ingår i släktet Rhyacophila och familjen rovnattsländor. Inga underarter finns listade i Catalogue of Life.